# Barcelos
Barcelos (výslovnost [bɐɾˈsɛluʃ]) je město v portugalském regionu Norte. Žije v něm přibližně 117 tisíc obyvatel. Městem protéká řeka Cávado.
Lokalita byla osídlena již v paleolitu a pod vládou Římanů zde bylo správní středisko pro okolní kraj. Zakládací listinu vydal roku 1140 král Alfons I. Portugalský. Vévoda Alfons z Braganzy sídlil v paláci, který byl zničen zemětřesením v roce 1755. Významnými památkami jsou most Ponte de Barcelos ze čtrnáctého století, věž Torre da Porta Nova a kostely Igreja Matriz de Barcelos a barokní Igreja do Bom Jesus da Cruz. Městem prochází portugalská větev Svatojakubské cesty.
Barcelos je proslulý největšími trhy v Portugalsku, které se konají každý čtvrtek na hlavním náměstí. Město je sídlem polytechnického institutu, z průmyslu převažuje výroba textilu a mlékárenství, významné je i vinařství (město patří k regionu Vinho Verde). Ve městě se nachází divadlo a muzeum keramiky. Barcelos je pro svoji tradici uměleckých řemesel příslušníkem mezinárodního sdružení Creative Cities Network.
Nejznámějším suvenýrem jsou pestře malovaní kohouti Galo de Barcelos, odkazující na středověkou legendu, podle níž pečený kohout ožil a zakokrhal, aby dokázal nevinu muže nařčeného z krádeže.
Nachází se zde stadion Estádio Cidade de Barcelos, který je využíván fotbalovým klubem Gil Vicente FC. Hrály se na něm také dva zápasy mistrovství Evropy ve fotbale hráčů do 21 let 2006.